# Rhinella pygmaea
Rhinella pygmaea é uma espécie de anfíbio da família Bufonidae. Endêmica do Brasil, onde pode ser encontrada nos estados do Espírito Santo e Rio de Janeiro.